# Grann
Grann är en sjö i Bengtsfors kommun och Dals-Eds kommun i Dalsland och ingår i Göta älvs huvudavrinningsområde. Sjön är 40,5 meter djup, har en yta på 6,24 kvadratkilometer och är belägen 101,3 meter över havet. Sjön avvattnas av vattendraget Stenebyälven (Grorudsälven). Vid provfiske har bland annat abborre, braxen, gers och lake fångats i sjön.

## Delavrinningsområde
Grann ingår i det delavrinningsområde (654288-128722) som SMHI kallar för Utloppet av Grann. Medelhöjden är 132 meter över havet och ytan är 26,61 kvadratkilometer. Räknas de 10 avrinningsområdena uppströms in blir den ackumulerade arean 155,01 kvadratkilometer. Stenebyälven (Grorudsälven) som avvattnar avrinningsområdet har biflödesordning 3, vilket innebär att vattnet flödar genom totalt 3 vattendrag innan det når havet efter 207 kilometer. Avrinningsområdet består mestadels av skog (69 procent). Avrinningsområdet har 6,51 kvadratkilometer vattenytor vilket ger det en sjöprocent på 24,4 procent.

## Fisk
Vid provfiske har följande fisk fångats i sjön:
- Abborre
- Braxen
- Gärs
- Lake
- Löja
- Mört
- Nors
- Siklöja
- Stensimpa